# Ганзорігіїн Мандахнаран
Ганзорігіїн Мандахнаран (монг. Ганзоригийн Мандахнаран; нар. 11 травня 1986) — монгольський борець вільного стилю, дворазовий бронзовий призер чемпіонатів світу, триразовий срібний та бронзовий призер чемпіонатів Азії, чемпіон Азійських ігор, учасник Олімпійських ігор.

## Біографія
Боротьбою почав займатися з 1999 року. Виступає за борцівський клуб «Алдар», з Улан-Батора.

## Спортивні результати на міжнародних змаганнях

### Виступи на Олімпіадах
| Змагання                    | Збірна   | Вагова категорія          | Місце |
| --------------------------- | -------- | ------------------------- | ----- |
| Літні Олімпійські ігри 2016 | Монголія | вільна боротьба, до 65 кг | 5     |

### Виступи на Чемпіонатах світу
| Змагання                        | Збірна   | Вагова категорія          | Місце  |
| ------------------------------- | -------- | ------------------------- | ------ |
| Чемпіонат світу з боротьби 2009 | Монголія | вільна боротьба, до 60 кг | 23     |
| Чемпіонат світу з боротьби 2011 | Монголія | вільна боротьба, до 60 кг | 32     |
| Чемпіонат світу з боротьби 2013 | Монголія | вільна боротьба, до 66 кг | Бронза |
| Чемпіонат світу з боротьби 2014 | Монголія | вільна боротьба, до 65 кг | Бронза |
| Чемпіонат світу з боротьби 2015 | Монголія | вільна боротьба, до 65 кг | 5      |
| Чемпіонат світу з боротьби 2017 | Монголія | вільна боротьба, до 70 кг | 11     |
| Чемпіонат світу з боротьби 2018 | Монголія | вільна боротьба, до 74 кг | 14     |
| Чемпіонат світу з боротьби 2019 | Монголія | вільна боротьба, до 70 кг | 18     |

### Виступи на Чемпіонатах Азії
| Змагання                       | Збірна   | Вагова категорія          | Місце  |
| ------------------------------ | -------- | ------------------------- | ------ |
| Чемпіонат Азії з боротьби 2009 | Монголія | вільна боротьба, до 60 кг | Срібло |
| Чемпіонат Азії з боротьби 2013 | Монголія | вільна боротьба, до 66 кг | Срібло |
| Чемпіонат Азії з боротьби 2015 | Монголія | вільна боротьба, до 65 кг | Бронза |
| Чемпіонат Азії з боротьби 2018 | Монголія | вільна боротьба, до 74 кг | Срібло |

### Виступи на Азійських іграх
| Змагання           | Збірна   | Вагова категорія          | Місце  |
| ------------------ | -------- | ------------------------- | ------ |
| Азійські ігри 2010 | Монголія | вільна боротьба, до 60 кг | Золото |
| Азійські ігри 2018 | Монголія | вільна боротьба, до 74 кг | 11     |

### Виступи на Кубках світу
| Змагання                    | Збірна   | Вагова категорія          | Місце |
| --------------------------- | -------- | ------------------------- | ----- |
| Кубок світу з боротьби 2014 | Монголія | вільна боротьба, до 65 кг | 5     |
| Кубок світу з боротьби 2015 | Монголія | вільна боротьба, до 65 кг | 6     |
| Кубок світу з боротьби 2016 | Монголія | вільна боротьба, до 65 кг | 6     |
| Кубок світу з боротьби 2017 | Монголія | вільна боротьба, до 70 кг | 6     |
| Кубок світу з боротьби 2018 | Монголія | команда                   | 6     |
| Кубок світу з боротьби 2019 | Монголія | команда                   | 6     |

### Виступи на Чемпіонатах світу серед військовослужбовців
| Змагання                                                  | Збірна   | Вагова категорія          | Місце  |
| --------------------------------------------------------- | -------- | ------------------------- | ------ |
| Чемпіонат світу з боротьби серед військовослужбовців 2014 | Монголія | вільна боротьба, до 70 кг | Золото |

### Виступи на Всесвітніх іграх військовослужбовців
| Змагання                                | Збірна   | Вагова категорія          | Місце  |
| --------------------------------------- | -------- | ------------------------- | ------ |
| Всесвітні ігри військовослужбовців 2015 | Монголія | вільна боротьба, до 70 кг | Бронза |
| Всесвітні ігри військовослужбовців 2019 | Монголія | вільна боротьба, до 74 кг | 7      |

### Виступи на Чемпіонатах світу серед студентів
| Змагання                                        | Збірна   | Вагова категорія                 | Місце |
| ----------------------------------------------- | -------- | -------------------------------- | ----- |
| Чемпіонат світу з боротьби серед студентів 2006 | Монголія | греко-римська боротьба, до 60 кг | 9     |

### Виступи на інших змаганнях
| Змагання                                                        | Збірна   | Вагова категорія          | Місце  |
| --------------------------------------------------------------- | -------- | ------------------------- | ------ |
| Кубок Президента Бурятської Республіки з боротьби 2011          | Монголія | вільна боротьба, до 60 кг | Бронза |
| Міжнародний турнір Ньюйоркського атлетичного клубу 2011         | Монголія | вільна боротьба, до 60 кг | 4      |
| Відкритий чемпіонат Монголії з боротьби 2012                    | Монголія | вільна боротьба, до 60 кг | Золото |
| Київський Міжнародний турнір з боротьби 2012                    | Монголія | вільна боротьба, до 66 кг | 9      |
| Олімпійський кваліфікаційний турнір з боротьби 2012 (Астана)    | Монголія | вільна боротьба, до 60 кг | 5      |
| Олімпійський кваліфікаційний турнір з боротьби 2012 (Гельсінкі) | Монголія | вільна боротьба, до 60 кг | 14     |
| Кубок Президента Бурятської Республіки з боротьби 2013          | Монголія | вільна боротьба, до 66 кг | Бронза |
| Відкритий чемпіонат Монголії з боротьби 2013                    | Монголія | вільна боротьба, до 66 кг | Золото |
| Гран-прі Німеччини з боротьби 2013                              | Монголія | вільна боротьба, до 66 кг | Бронза |
| Літня Універсіада 2013                                          | Монголія | вільна боротьба, до 66 кг | Бронза |
| Золотий Гран-прі з боротьби 2014 (Париж)                        | Монголія | вільна боротьба, до 65 кг | Золото |
| Турнір Яшара Догу 2014                                          | Монголія | вільна боротьба, до 65 кг | Бронза |
| Відкритий чемпіонат Монголії з боротьби 2014                    | Монголія | вільна боротьба, до 70 кг | Золото |
| Міжнародний турнір Дінмухамеда Кунаєва 2014                     | Монголія | вільна боротьба, до 65 кг | Золото |
| Гран-прі «Іван Яригін» 2015                                     | Монголія | вільна боротьба, до 65 кг | 11     |
| Турнір Олександра Медведя 2015                                  | Монголія | вільна боротьба, до 65 кг | 5      |
| Відкритий чемпіонат Монголії з боротьби 2015                    | Монголія | вільна боротьба, до 65 кг | Золото |
| Кубок Президента Казахстану з боротьби 2015                     | Монголія | вільна боротьба, до 65 кг | Срібло |
| Золотий Гран-прі з боротьби 2015                                | Монголія | вільна боротьба, до 65 кг | 9      |
| Pro Wrestling League 2015                                       | Монголія | команда                   | 6      |
| Гран-прі «Іван Яригін» 2016                                     | Монголія | вільна боротьба, до 65 кг | Бронза |
| Турнір Олександра Медведя 2016                                  | Монголія | вільна боротьба, до 70 кг | 13     |
| Відкритий чемпіонат Монголії з боротьби 2016                    | Монголія | вільна боротьба, до 65 кг | Золото |
| Гран-прі Іспанії з боротьби 2016                                | Монголія | вільна боротьба, до 65 кг | Золото |
| Кубок Президента Бурятської Республіки з боротьби 2017          | Монголія | вільна боротьба, до 70 кг | Бронза |
| Турнір Алі Алієва 2017                                          | Монголія | вільна боротьба, до 70 кг | Бронза |
| Гран-прі «Іван Яригін» 2018                                     | Монголія | вільна боротьба, до 74 кг | 5      |
| Кубок Президента Бурятської Республіки з боротьби 2018          | Монголія | вільна боротьба, до 74 кг | Срібло |
| Відкритий чемпіонат Монголії з боротьби 2018                    | Монголія | вільна боротьба, до 74 кг | Срібло |
| Турнір Г. Картозія і В. Балавадзе 2018                          | Монголія | вільна боротьба, до 74 кг | 22     |
| Турнір Дмитра Коркіна 2018                                      | Монголія | вільна боротьба, до 74 кг | 14     |
| Міжнародний турнір Дінмухамеда Кунаєва 2018                     | Монголія | вільна боротьба, до 74 кг | 14     |
| Гран-прі «Іван Яригін» 2019                                     | Монголія | вільна боротьба, до 70 кг | Срібло |
| Відкритий чемпіонат Монголії з боротьби 2019                    | Монголія | вільна боротьба, до 70 кг | Золото |
| Меморіал Вацлава Циолковського 2019                             | Монголія | вільна боротьба, до 74 кг | 9      |
| Міжнародний турнір Дінмухамеда Кунаєва 2019                     | Монголія | вільна боротьба, до 65 кг | 5      |
| Гран-прі «Іван Яригін» 2020                                     | Монголія | вільна боротьба, до 70 кг | 8      |